# Mott (album)
Pour les articles homonymes, voir Mott.
Albums de Mott the Hoople
Rock and Roll Queen
(1972) The Hoople
(1974)
Mott est le sixième album studio du groupe de glam rock britannique Mott the Hoople, sorti en 1973.

## L'album
Il atteint la 35e place du Billboard 200. Rolling Stone le classe à la 366e place de sa liste des 500 plus grands albums de tous les temps. Il fait partie des 1001 albums qu'il faut avoir écoutés dans sa vie. 

### Titres
Toutes les chansons sont écrites et composées par Ian Hunter, sauf indication contraire.
| 1. | All the Way from Memphis |                          | 4:55 |
| 2. | Whizz Kid                |                          | 3:05 |
| 3. | Hymn for the Dudes       | Verden Allen, Ian Hunter | 5:15 |
| 4. | Honaloochie Boogie       |                          | 2:35 |
| 5. | Violence                 | Ian Hunter, Mick Ralphs  | 4:37 |

| 6. | Drivin’ Sister                                      | Ian Hunter, Mick Ralphs                                          | 4:42 |
| 7. | Ballad of Mott the Hoople (26th March 1972, Zürich) | Ian Hunter, Dale Griffin, Peter Watts, Mick Ralphs, Verden Allen | 5:40 |
| 8. | I’m a Cadillac / El Camino Dolo Roso                | Mick Ralphs                                                      | 7:40 |
| 9. | I Wish I Was Your Mother                            |                                                                  | 4:41 |

### Mott The Hoople
- Ian Hunter : voix, piano, guitare
- Mick Ralphs : guitares, orgue, mandoline, tambourin, chant sur I’m A Cadillac / El Camino Dolo Roso, chœurs
- Pete Watts : basse, chœurs
- Dale Griffin : batterie, percussions, chœurs

## Personnel additionnel
- Paul Buckmaster : violoncelle sur Honaloochie Boogie
- Graham Preskett : violon sur Violence
- Morgan Fisher : piano, synthétiseur, chœurs sur Drivin' Sister (live)
- Mick Hince : cloches sur I Wish I Was Your Mother
- Andy Mackay : saxophone sur All The Way From Memphis et Honaloochie Boogie
- Thunderthighs (Karen Friedman, Dari Lalou, Casey Synge) : chœurs sur Hymn For The Dudes